# Siv Storå
Siv Ingeborg Storå, född 17 augusti 1934 i Geta på Åland, är en finländsk bibliotekarie och litteraturvetare. Hon ingick 1958 äktenskap med etnologen Nils Storå.
Storå var amanuens vid Steinerbiblioteket 1959–1973 och från 1978 verksam vid Åbo Akademis bibliotek, där hon var föreståndare för förvärvsavdelningen 1983–1995 och överbibliotekarie 1995–1998. Hon blev filosofie doktor 1990 på avhandlingen Lyriker med förhinder (1990), en inkännande studie i Olof Lagercrantz tidiga författarskap och lyfter bland annat fram hans kontakter med Hagar Olsson. Storå har även sammanställt en rad bibliografier och var en flitig medarbetare i Finsk Tidskrift, i vars redaktion hon ingick 1974–1994.